# Mesure de la longitude
 (janvier 2010).
Si vous disposez d'ouvrages ou d'articles de référence ou si vous connaissez des sites web de qualité traitant du thème abordé ici, merci de compléter l'article en donnant les références utiles à sa vérifiabilité et en les liant à la section « Notes et références ».
La mesure de la longitude révèle un écart est ou ouest par rapport à un méridien de référence. C'est une mesure complémentaire à celle de la latitude, essentielle pour la navigation. Plus complexe à réaliser, la mesure de la longitude fut un enjeu scientifique, technologique et économique majeur du XVIIIe siècle, en particulier pour les Anglais et les Hollandais, grands conquérants des mers.

## Historique
Anaximandre, selon Ératosthène est l’auteur de la première carte de la Terre habitée, L'écoumène dont Delphes en est l'Omphalos .
La mesure de la longitude implique deux préalables absolument nécessaires :
- Admettre que la Terre est sphérique (la longitude mesure un angle)
- Donner une dimension à la circonférence d’un grand cercle de cette sphère. (Quelle distance représente un degré de latitude ou de longitude)

Un troisième préalable en découle : définir une origine de la mesure. Sans ces préalables, les descriptions géographiques ne peuvent qu’utiliser des mesures itinéraires :
Hérodote vers -450 : «En remontant de la mer à Héliopolis, il y a à peu près aussi loin que d'Athènes… au temple de Jupiter Olympien, à Pise».
Strabon attribue à  Pythéas (vers -300) la mesure de la distance de la Grande-Bretagne jusqu'à Thulé à  «six jours de navigation».
On peut estimer que la sphéricité de la Terre est admise vers -350 et que la mesure la circonférence de la Terre est effectuée par Ératosthène vers -250. Dicéarque  de Messine, vers -300, serait le premier à utiliser en géographie un axe de coordonnées parallèle à l'équateur passant par Athènes et Rhodes, auquel Ératosthène adjoint une cinquantaine d'années plus tard, un axe des méridiens passant aussi par Syène et Rhodes.
Ptolémée, vers 150 améliore la carte d’ Ératosthène et fixe le méridien d’origine comme celui passant par les «iles Fortunata», point le plus oriental connu a son époque.
Par la suite, différentes nations ont défini différents méridiens de référence. Les Anglais : le méridien de Londres, les Hollandais: le méridien du  Pic de Ténérife, les Français, par une Ordonnance de Louis XIII, du 25 Avril 1634, font passer le méridien d’origine par l’Ile-de-Fer, la plus Occidentale des Canaries.

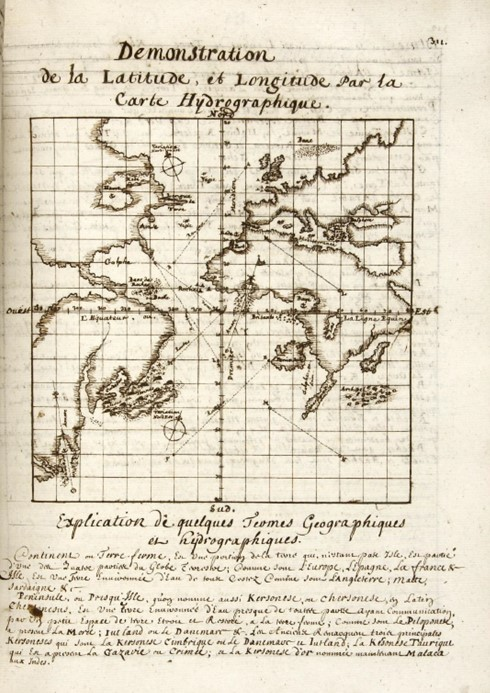
Carte du Monde française, vers 1700. Noter le méridien d'origine

La Conférence internationale de Washington de 1884 voit le Méridien de Greenwich adopté comme méridien de référence par 22 nations. Néanmoins la France conserve un système géodésique (la NTF) centré sur Paris jusqu’au 31 décembre 1999. Au 1er janvier 2000, le RGF93 est le seul référentiel officiel français sur son territoire métropolitain.
Un historique plus complet concernant la mesure de la longitude peut être consulté en ligne sur le site de l'IMCCE (ex Bureau des Longitudes) sous Pour La gloire de M. de la Lande .
De longue date les marins savaient aisément mesurer la latitude grâce aux étoiles ou à l'aide d'un sextant, mais jusqu'au XVIIIe siècle il leur était difficile de mesurer la longitude avec exactitude, ce qui était un problème majeur pour les trajets en haute mer. Ainsi par exemple le désastre naval des Sorlingues qui fit perdre 2 000 marins et 4 navires de guerre à la marine britannique en 1707 est directement imputable à une erreur de calcul de longitude; des erreurs de navigation ont aussi fait rater aux marins des îles de ravitaillement, comme lors du voyage du Commodore Anson en 1741 où la méconnaissance de la longitude retarda de 8 jours le mouillage sur l'archipel Juan Fernandez alors que 10 marins mouraient chaque jour du scorbut. Pour limiter le risques dus aux erreurs de navigation, les navires voguaient souvent en suivant un même parallèle, ce qui rendait les trajectoires prévisibles pour des pirates.
Il est possible de déterminer précisément l'heure locale à partir de la position apparente du soleil. Calculer la longitude par rapport à un méridien de référence revient à calculer la différence de temps entre l'heure locale à la position courante et l'heure locale au méridien de référence. En effet, la Terre tournant de 360° sur elle-même en 86 164 s (jour sidéral), la différence de temps se traduit immédiatement en degrés de longitude par une simple règle de trois.
Mais pendant longtemps, il a été très difficile d'avoir un garde temps précis de l'heure au méridien de référence.

### Les solutions antérieures auXVIIIesiècle
Les ouvrages de cette époque indiquaient encore comme méthodes possibles pour résoudre le problème des longitudes :
- la détermination de la distance apparente entre la Lune et des étoiles fixes dans le ciel (Johannes Werner, 1514[8]) ;
- l'observation d'une éclipse dont les différentes phases sont repérées en heures du méridien de Paris, dans les recueils astronomiques. Pour résoudre un problème qui se pose chaque jour, ce phénomène est trop peu fréquent [8];
- l'observation d'une occultation d’étoile[9];
- l'utilisation de l'éclairement et de l'obscurcissement des taches de la Lune durant les progrès de la lunaison ;
- l'observation des éclipses des satellites de Jupiter, que Galilée avait découverts au nombre de quatre, dès 1610. Ces éclipses se produisent plusieurs fois par jour [8];
- le mouvement d'une tache de Jupiter dont on avait reconnu qu'elle achevait son tour en neuf heures.
- La mesure du décalage entre le nord vrai donné par l'étoile polaire et le nord magnétique donné par une boussole, mais les boussoles de l'époque étaient trop peu précises pour que la méthode soit fiable en pratique, sans compter le déplacement du nord magnétique découvert par Edmund Halley à cette époque[10].

L'observation de ces phénomènes réclamaient des lunettes astronomiques puissantes dont les observatoires commençaient à peine à être équipés au XVIIe siècle. L'utilisation des satellites galiléens, bien qu'impraticable en mer, fut cependant la méthode de référence de la cartographie terrestre du XVIIe siècle.
Le quartier anglais, apparu vers 1600, constituait un notable progrès sur l'arbalestrille.
On fit aussi de vaines tentatives pour conserver à bord l'heure du méridien de référence au moyen d'horloges, de sabliers de 24 heures, de clepsydres à eau et à mercure, d'horloges à balancier suspendues à la Cardan, mais ces instruments de mesure manquaient de précision : à l'équateur, une erreur d'un dixième de seconde entre l'heure du bord et l'heure du méridien de référence, correspond à une erreur de 46,3 m ! Des solutions techniques basées sur la propriété supposée du remède miracle qu'est la poudre de sympathie de pouvoir agir à distance instantanément ont également été proposées en vain.
Les Hollandais et les Anglais, très tournés vers la mer, sont évidemment prêts à investir des sommes importantes pour résoudre ce problème de repérage en mer. En 1707 le désastre naval des Sorlingues montre en effet le coût potentiel d'une erreur de navigation. En 1714, le Parlement britannique promit une récompense considérable à qui trouverait une solution acceptable au problème.

### Les distances lunaires
La construction en 1731 de l'octant, à double réflexion, d'Hadley, qui a servi de base aux sextants modernes, permit de donner aux observations une précision qui dépassait de beaucoup ce qu'on avait obtenu jusque-là. Avec la création de l'octant devait débuter l'ère des distances lunaires, étape importante vers une solution satisfaisante du problème des longitudes.
La Lune se déplace relativement vite dans le champ des étoiles - elle fait un tour sidéral en 27,3 jours moyens environ, soit un déplacement quotidien de 13,2°. Sa distance angulaire aux autres astres varie donc constamment. La variation horaire de cette distance est maximum pour les astres qui sont placés sur la trajectoire du centre de la Lune ou pratiquement à proximité tant que la distance reste assez grande, c'est-à-dire pour le Soleil, les étoiles zodiacales et les planètes. Supposons donc que, pour un lieu donné (Greenwich par exemple), on ait calculé des tables donnant de 3h en 3h de temps moyen, la distance de la Lune aux astres précités, il devient possible de se situer en longitude. Comme la Lune est relativement proche de la Terre, elle ne se projette pas au même endroit du ciel suivant le point de la Terre d'où on l'observe. Les distances lunaires sont donc calculées pour l'observateur situé au centre de la Terre. Dans le lieu dont on veut déterminer la longitude, on observera au sextant la distance angulaire entre la Lune et le Soleil ou un astre figurant dans les tables de la Lune. On en déduira la distance angulaire vraie au même instant pour un observateur situé au centre de la Terre. Les tables de la Lune nous permettront alors de déterminer par interpolation pour quelle heure temps moyen de Greenwich AHmp a lieu la distance angulaire vraie que nous venons de calculer.
Ayant fait un calcul d'heure du lieu AHmg au moment de l'observation de la distance, la comparaison de cette heure et de l'heure simultanée de Greenwich AHmp donnera la longitude du lieu par rapport à Greenwich, G = AHmp - AHmg.
On remarquera que cette méthode ne suppose pas un garde-temps, conservant l'heure du méridien origine.
Il semble que la méthode des distances lunaires fut utilisée pour la première fois en 1749 par un navigateur français : Jean-Baptiste d'Après de Mannevillette. Est-elle précise ? Toute erreur sur la distance observée produit une erreur trenteref. nécessaire fois plus forte sur la détermination de la longitude. La solution n'était pas là; elle devait se trouver dans un procédé permettant d'emporter à bord et de conserver avec précision l'heure du 1er méridien.
Dans ses "Leçons de Navigation", page 119, M. Dulague, en 1789 nous dit que:
L’Astronomie ne pouvant fournir d’autres phénomènes subits, propres à donner les longitudes sur Mer avec quelque exactitude, & aussi souvent qu'il est nécessaire, M. l’Abbé de la Caille , dans l’Abrégé du Traité de Navigation de M. Bouguer , & M. Pingré , dans son Etat du Ciel , ont donné plusieurs moyens de trouver la longitude en employant les mouvements de la Lune. On trouve aussi beaucoup de détail sur cette partie dans l’Almanach Nautique Anglois, qui donne la distance de la Lune au Soleil & aux principales Etoiles pour tous les jours de l’année (où elle peut s’observer) de 3 heures en 3 heures. Ce sont ces différences que l’Académie Royale de Marine a données au Public pour une partie de 1772 & pour 1773 , avec leur usage ; elles se trouvent aussi dans le Livre de la Connoissance des Tems, depuis l'année 1774.

### Le chronomètre
C'est John Harrison, un horloger anglais, qui réussit à résoudre le problème en 1736, à l'aide de son chronomètre de marine (sea watch).
En France, les horlogers Le Roy et Ferdinand Berthoud firent éprouver en mer à partir de 1767 des chronomètres qu'ils améliorèrent jusqu'à en faire de bons instruments.

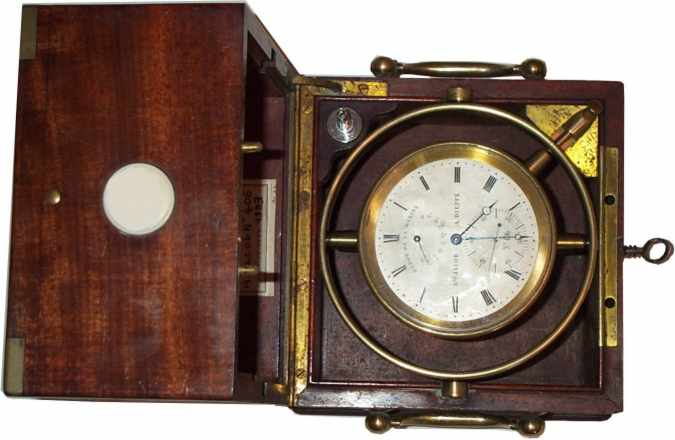
chronomètre de marine battant la 1/2 seconde
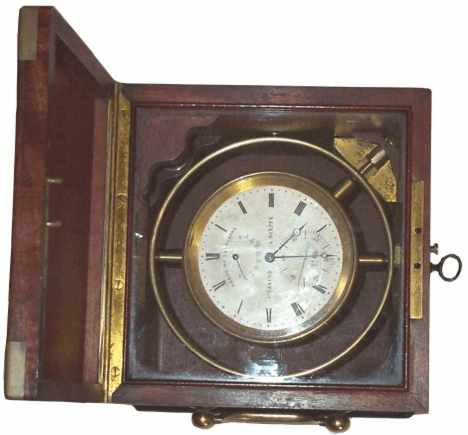

Les navigateurs étaient arrivés à connaître plusieurs méthodes de calcul de la latitude, en dehors de la latitude méridienne, en utilisant par exemple deux hauteurs du même astre et l'intervalle de temps écoulé entre les observations.
Mais depuis la fin du XVIIIe siècle, la méthode générale pour déterminer le point à la mer avec les chronomètres consistait à obtenir la latitude par la hauteur méridienne du Soleil et la longitude par une hauteur horaire (Ancienne méthode du point à midi).

### Comparaison des méthodes
Jusque vers la fin du premier tiers du XIXe siècle, la méthode des distances lunaires l'a emporté sur la méthode chronométrique car les montres imparfaites demandaient un contrôle permanent par les observations astronomiques.
Les chronomètres devenant de plus en plus sûrs, les méthodes lunaires devaient être de moins en moins employées, pour être complètement délaissées avant la fin du siècle.
Le degré de perfection atteint par les chronomètres ne permettait plus de considérer comme moyen de contrôle efficace une méthode astronomique dont les résultats étaient moins précis que ceux qu'il s'agissait de vérifier. 
Car l'observation et le calcul d'une distance lunaire sont des opérations longues et délicates, et la confiance que l'on peut accorder à des résultats obtenus avec des observations médiocres ne peut pas être très grande.
La méthode n'était pas à n'importe quel moment utilisable par le navigateur à la recherche d'un point, puisqu'il était nécessaire que la Lune soit levée et à plus de deux ou trois jours de la nouvelle lune. Dans ces conditions, sur des navires à grande vitesse, la méthode aurait été déficiente.
Dans la méthode chronométrique qui utilise la mesure de la hauteur d'un astre, tous les astres sont en principe équivalents dès l'instant que l'observateur possède leurs éphémérides. Pour observer, il suffit que le ciel et l'horizon soient découverts.
Les observations sont simples, les calculs courts, le résultat relativement précis si le chronomètre est bien réglé.
On comprend dès lors la recherche constante du perfectionnement des chronomètres et, ceux-ci ayant atteint d'excellentes qualités de justesse et de précision, l'emploi final exclusif des méthodes chronométriques.
Mais on peut aussi remarquer que la même référence indique que "Les distances lunaires ont rapidement été supplantées par les méthodes chronométriques, elles-mêmes relayées par les méthodes de détermination de la droite de hauteur, puis par les méthodes de radionavigation...La diffusion de la méthode dite de la droite de hauteur à partir des années 1870 et la distribution de l’heure de l’observatoire de Paris par télégraphie dans les ports et villes de France, à partir des années 1880, conduisent à l’abandon rapide des méthodes astronomiques lunaires à la fin du XIXe siècle et rendent caduque la poursuite des efforts de création d’observatoires chronométriques ..."

### Conclusion
Les cartes inexistantes ou inexactes, les latitudes observées sans grande précision, le point obtenu à l'estime, n'empêchèrent pas les navigateurs de parcourir le monde, ni d'établir des plans de grande précision (voir la carte ci-dessus). On arrive à cette constatation étonnante, qu'au moment où le problème de la mesure de la longitude était résolu, vers la fin du XVIIIe siècle, les grandes découvertes du globe étaient terminées.